# Большая Дорога (Рязанская область)
Больша́я Доро́га — слобода в Сапожковском районе Рязанской области. Входит в состав Сапожковского городского поселения.

## География
Слобода находится по правому берегу реки Мошка, отделяющей её от слободы Фабричная на западе и от административного центра района города Сапожок.

### Часовой пояс
Слобода Большая Дорога, как и вся Рязанская область, находится в часовой зоне МСК (московское время). Смещение применяемого времени относительно UTC составляет +3:00.

## История
Под названием Пригородная слобода известна с даты основания города Сапожок в начале XVII века.

## Население
| 1926 | 2010  | 2023  |
| ---- | ----- | ----- |
| 326  | ↗1162 | ↘1097 |

## Улицы
| - ул. Большая Дорога, - ул. Верховенская, - ул. Дунаи, - ул. Комсомольская, | - ул. Маловерховенская, - ул. Перегудова, - ул. Табачная. |

## Транспорт и связь
Через слободу проходит автотрасса Р125 с регулярным автобусным сообщением.